# Pyrometer

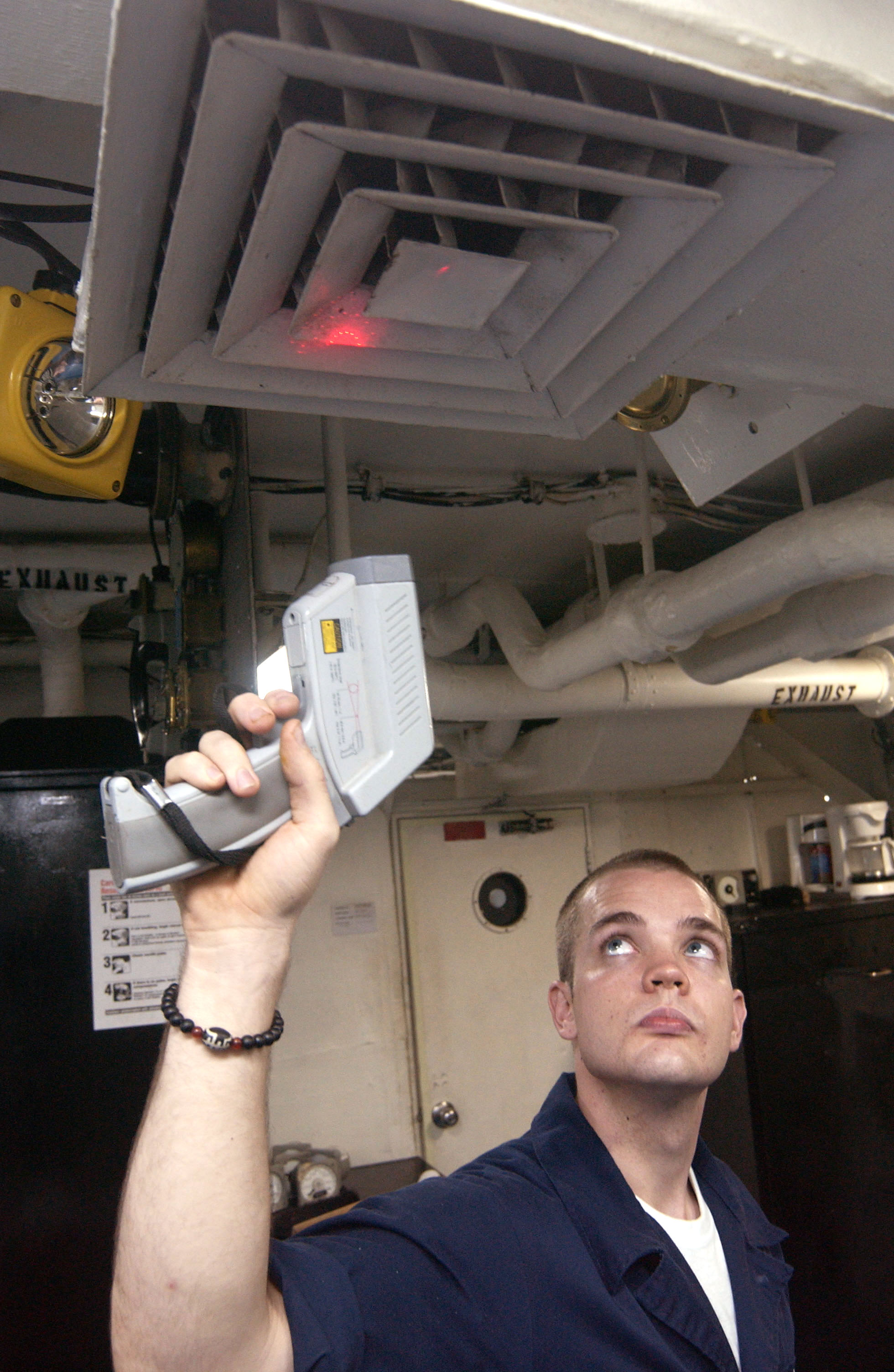
Messung der Temperatur an Lüftungsschächten mit einem Pyrometer mit Messfleckmarkierung
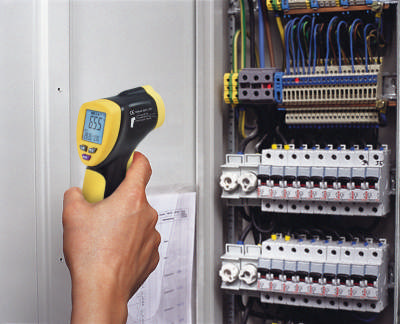
Berührungsloses Messen an unter Spannung stehenden Anlagen
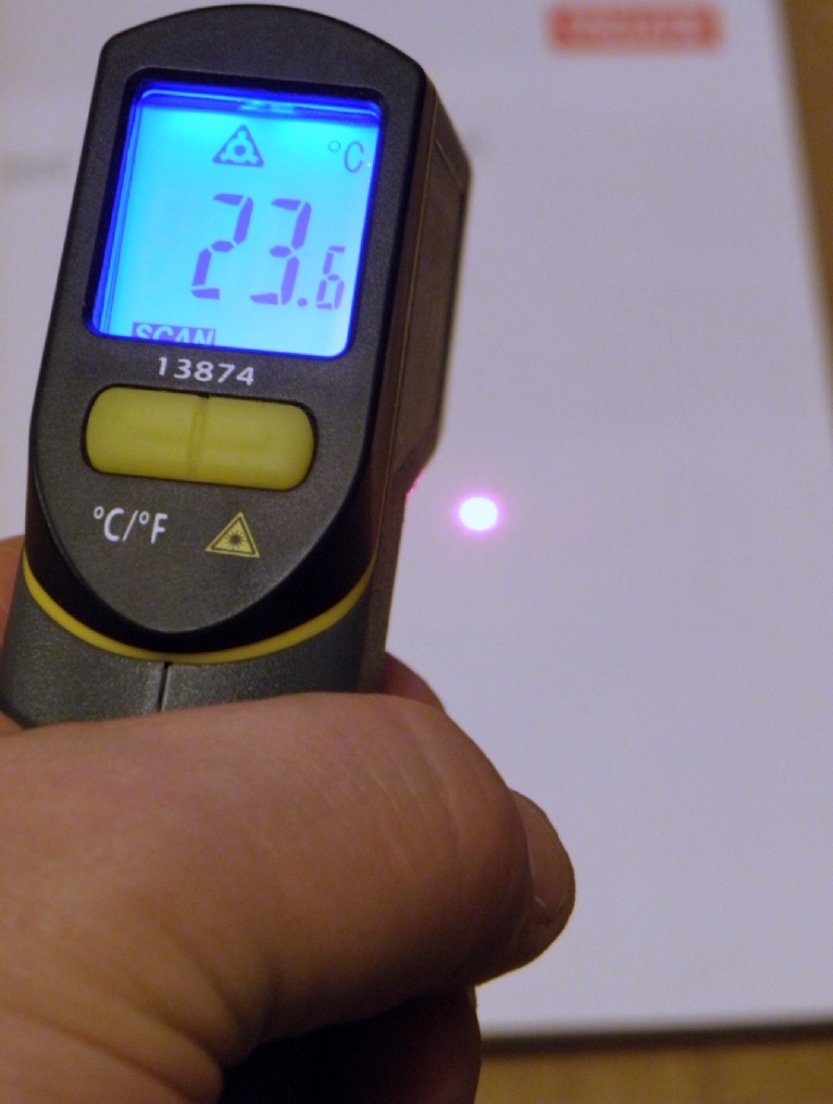
Pyrometer für den Hausgebrauch
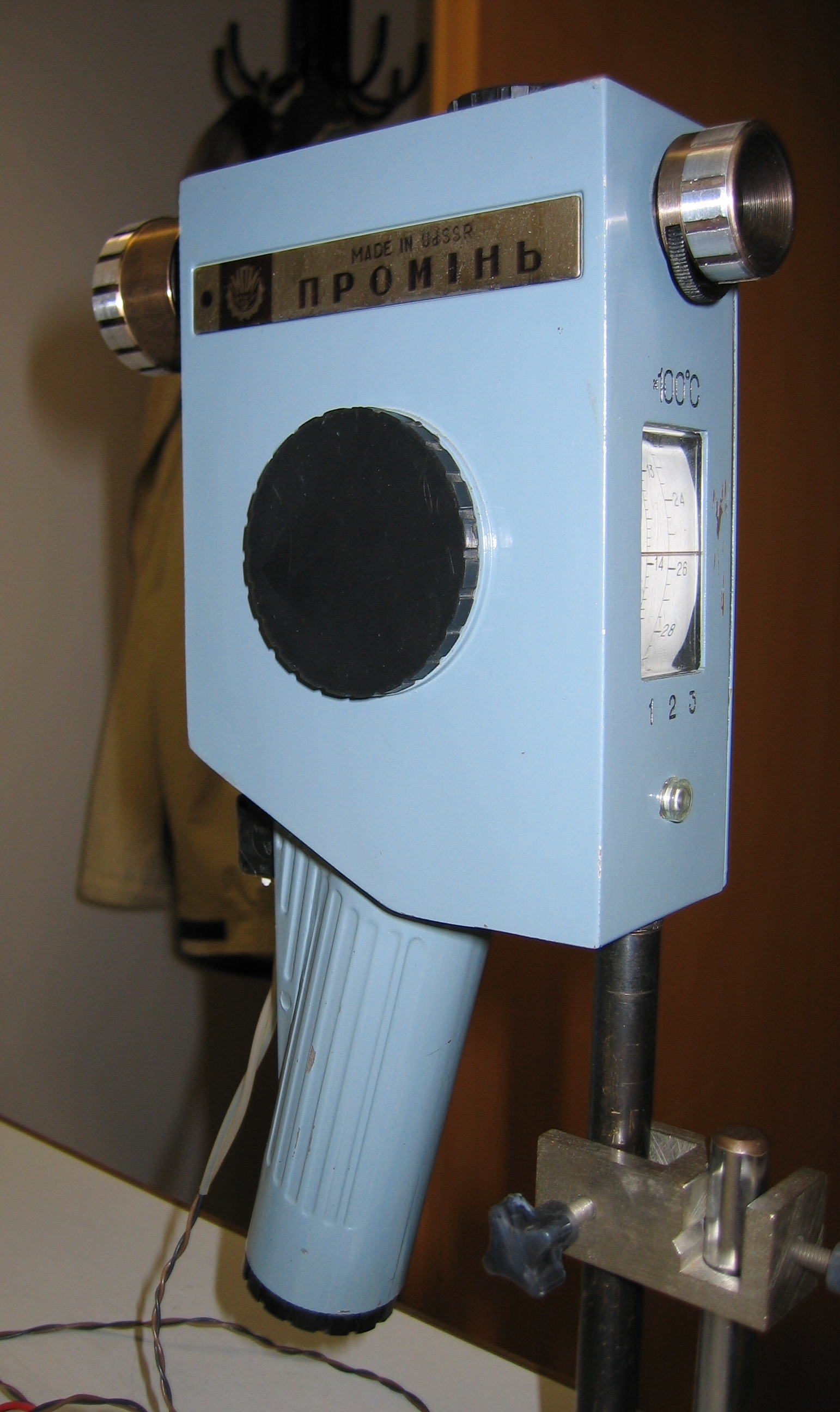
Glühfadenpyrometer

Pyrometer (von altgriechisch πῦρ pyr, deutsch ‚Feuer‘), auch Strahlungsthermometer genannt, dienen zur berührungslosen Temperaturmessung. Temperaturen zwischen −50 °C und +3500 °C können mit solchen Geräten gemessen werden.

## Erfinder
Der eigentliche Erfinder des Pyrometers ist schwer festzustellen. Pieter van Musschenbroek und Josiah Wedgwood haben wohl beide etwas erfunden, das sie und auch andere Wissenschaftler ihrer Zeit Pyrometer nannten, doch sind diese Geräte nicht mit modernen Pyrometern vergleichbar. Die Encyclopædia Britannica nennt William Chandler Roberts-Austen als Erfinder des Pyrometers.
Historisch wurden in der Physik auch Geräte als Pyrometer oder Dilatometer bezeichnet, welche die Ausdehnung von Metallstangen bei Erhitzung maßen. Sie wurden wohl noch bis in die erste Hälfte des 20. Jahrhunderts hergestellt.

## Grundlagen
Jeder Gegenstand mit einer Temperatur größer 0 Kelvin emittiert Wärmestrahlung, deren Intensität und Lage des Emissionsmaximums von seiner Temperatur abhängt. Diese Strahlung wird mit dem Pyrometer erfasst und ausgewertet. Wenn das Messobjekt kälter als das Pyrometer ist, ist der Strahlungsfluss negativ, d. h. das Pyrometer gibt Wärmestrahlung an das Messobjekt ab (was auf den 2. Hauptsatz der Thermodynamik zurückzuführen ist), was man ebenfalls auswerten kann.
Grundlage bildet das Stefan-Boltzmann-Gesetz, nach dem die Gesamtstrahlungsleistung P für einen idealen Schwarzen Körper von der absoluten Temperatur T (in K) und der Fläche A (in m²) abhängt. Mit der Stefan-Boltzmann-Konstanten {\displaystyle \sigma } = 5,6704 · 10−8 W m−2 K−4 ist:
{\displaystyle P=\sigma \cdot A\cdot T^{4}}.
Reale Körper, auch Graue Körper genannt, strahlen eine um den Faktor {\displaystyle \varepsilon } geringere Intensität aus:
{\displaystyle P=\varepsilon \cdot \sigma \cdot A\cdot T^{4}}.
Für eine berührungslose Temperaturmessung muss man den Emissionsgrad {\displaystyle \varepsilon }, also die Wärmeabstrahlfähigkeit des Messobjekts kennen.

## Pyrometer-Arten
In einem Quotientenpyrometer (auch Verhältnispyrometer oder 2-Farben-Pyrometer genannt) wird nicht die Intensität (Energiegröße) in nur einem Wellenlängenbereich gemessen, sondern es wird das Verhältnis der Intensitäten bei zwei unterschiedlichen „Farben“ gebildet. Das bedeutet, dass die Temperatur nicht aufgrund der Helligkeit, sondern aufgrund der Farbe der Strahlung bestimmt wird. Bei diesem Verfahren spielt der Emissionsgrad bei der Verhältnisbildung (Kürzen bei der Division) für die Messung keine Rolle, wenn er für das betreffende Messgut nicht stark wellenlängenabhängig ist. Die Anzeige gibt die Durchschnittstemperatur im Messfeld an.
Pyrometer werten manchmal nur einen durch einen Filter auf einen bestimmten Wellenlängenbereich eingeschränkten kleinen Teil des Strahlungsspektrums aus. Man nennt sie Schmalbandpyrometer – die Signalauswertung wird einfacher, da der spektrale Empfindlichkeitsverlauf des Sensors hier nur eine vernachlässigbare Rolle spielt.
Ist der Wellenlängenbereich breiter, spricht man von einem Bandstrahlungspyrometer.
Unter einem Gesamtstrahlungspyrometer versteht man ein Gerät, welches die Ausstrahlung einer Messoberfläche über den gesamten Spektralbereich erfasst. Da jedoch die zum Pyrometer gehörigen Linsen, Fenster und Strahlungsempfänger nur jeweils in einem beschränkten Wellenlängenbereich arbeiten, gibt es streng genommen keine Gesamtstrahlungspyrometer, sondern nur Bandstrahlungspyrometer. Es hat sich jedoch als Vereinbarung durchgesetzt, auch dann von Gesamtstrahlungspyrometern zu sprechen, wenn mindestens 90 % der bei einer bestimmten Temperatur möglichen Ausstrahlung ausgewertet werden.
Für glühende Objekte gibt es ein visuelles Verfahren, bei dem das Glühlicht einer Wolframbandlampe (Glühlampe mit Wolfram-Band statt einer -Wendel) mit dem zu messenden Objekt zur Deckung gebracht wird. Man kann nun den Strom der Lampe so lange verändern, bis ihr Bild vor dem Messobjekt verschwindet – dann ist die Bandtemperatur gleich der des Messobjektes. Der Einstellknopf des Lampenstromes hat zum Ablesen der Temperatur eine Temperaturskala. Eine solche Messapparatur wird als Glühfadenpyrometer bezeichnet und gehört zur Gruppe der Vergleichspyrometer.

## Messwellenlänge
Welcher Bereich für die gewünschte Messung optimal ist, hängt vom zu messenden Material und seiner Temperatur ab.
Für Temperaturen um die Raumtemperatur kommen Wellenlängen im Mittleren Infrarot (MIR) in Frage. Es kommen thermische und pyroelektrische Sensoren zum Einsatz.
Temperaturen ab ca. 50 °C können im Nahen Infrarot mit IR-Fotodioden bestimmt werden. So hat eine Germanium-Fotodiode z. B. eine maximale Empfangswellenlänge von etwa 1,9 µm. Das besser geeignete Material InGaAs kann je nach Zusammensetzung für maximale Empfangswellenlängen von 1,9 bis 2,6 µm gefertigt werden.
Temperaturen ab etwa 700 °C können mit Silizium-Fotodioden (maximale Empfangswellenlänge etwa 0,9 bis 1,1 µm) oder auch mit Vergleichsverfahren im sichtbaren Spektralbereich gemessen werden.
Bei der maximalen Empfangswellenlänge von Silizium-Fotodioden (1,1 µm) hat ein Körper mit einer Temperatur von 3000 K sein Strahlungsmaximum, mit Silizium-Fotodioden können jedoch alle Temperaturen oberhalb etwa 600 °C gemessen werden. Da der Emissionsgrad von Metallen mit sinkender Wellenlänge ansteigt, ist es sinnvoll, Metalle und Metallschmelzen bei Temperaturen oberhalb von ca. 1000 °C mit Silizium-Detektoren zu messen, die auf Wellenlängen zwischen 0,5 und 0,7 µm abgefiltert sind. Generell ist der Temperaturmessbereich eines Pyrometers nach oben deutlich einfacher zu erweitern als nach unten, da mit steigender Temperatur die Strahlungsleistung bei allen Wellenlängen ansteigt.
Meistens wird der Empfangswellenlängenbereich von Hochtemperatur-Pyrometern durch den verwendeten Fotoempfänger und das vorgeschaltete optische Filter bestimmt.

## Emissionsgradkorrektur
Der Emissionsgrad des Materials muss für eine Messung mit Hilfe eines Pyrometers bekannt sein. Dieser hängt im Allgemeinen nicht nur vom Material des Messobjekts, sondern auch von der Wellenlänge (dem Empfangswellenlängenbereich des verwendeten Pyrometers) und daher der Temperatur des Objekts ab.
Während die meisten organischen Stoffe (Holz, Kunststoff, Papier, Lack) sowie Keramik sehr hohe Emissionsgrade (um 0,95) im mittleren (MIR) und fernen Infrarot (FIR) aufweisen, emittieren blanke Metalle besser bei kurzen Wellenlängen (violettes Ende des sichtbaren Spektralbereiches) und haben im nahen (NIR) und mittleren Infrarot (MIR) deutlich niedrigere und daher für die Messung ungünstigere Emissionsgrade (poliertes Gold im MIR-Bereich z. B. nur ca. 0,02).
Ist Metall hingegen z. B. eloxiert (Aluminium) oder stark oxidiert, hat es im MIR einen deutlichen höheren Emissionsgrad um 0,9. Auch bei lackierten Metallen (Farbe beliebig!) ist dann der deutlich höhere Emissionsgrad des Lacks für die Temperaturmessung maßgeblich.
Pyrometer haben daher oft eine Korrekturmöglichkeit für den Emissionsgrad, z. B. einen Drehknopf (Potentiometer) mit einer Skala von 0…1. Einige Hand-Pyrometer („Infrarot-Thermometer“) haben auch einen zusätzlichen Messeingang für einen Kontakt-Temperatursensor (z. B. ein Thermoelement). Zur Kalibrierung des Pyrometers für ein unbekanntes Material, also zur Emissionsgradbestimmung, kann die Temperatur zunächst mit diesem zusätzlichen Sensor gemessen werden; die Einstellung für den Emissionsgrad am Pyrometer wird dann solange korrigiert, bis die kontaktfreie Messung zu demselben Ergebnis wie diejenige mit dem Kontaktsensor führt.

## Detektoren
Als Detektoren für Pyrometer werden thermische (z. B. Bolometer, pyroelektrische Sensoren oder Thermosäulen aus Thermoelementen) oder photoelektrische Detektoren (ungekühlte oder gekühlte Fotodioden) oder Bleisalz-Fotowiderstände (PbS oder PbSe) verwendet. Der Nachteil der pyroelektrischen und der Bleisalzdetektoren besteht darin, dass sie nur im Wechsellicht stabil arbeiten. Sie benötigen dazu einen optischen Modulator (Chopper-Rad), der zusammen mit seinem Motor ein Verschleißteil darstellt.
Die Linse oder das Fenster für Geräte im nahen Infrarotbereich besteht aus Glas oder Quarzglas, was nur für Strahlung im sichtbaren bis zum nahen Infrarot-Bereich bis ca. 4 µm durchlässig ist. Im mittleren und fernen IR sind die Geräte fensterlos, oder die Linsen bzw. Fenster bestehen aus Kristallen wie Germanium, Silizium, CaF2, ZnS, ZnSe, KRS5 oder auch aus Polyethylen (PE) oder Polypropylen (PP). Letztere erlauben das Erfassen von Wellenlängen bis etwa 20 µm.

## Vorteile der berührungslosen Temperaturmessung
- sehr schnelle Messung (< 1 s bis zu unter 1 µs, je nach Gerät)[7]
- sehr lange, durchgängige Messbereiche möglich (z. B. 600 … 3500 °C)[8]
- kein Verschleiß
- sehr geringe Temperatur-Beeinflussung des Messobjekts
- kein Fehler durch mangelhaften Wärmekontakt
- keine mechanische Beschädigung von empfindlichen Objekten wie Folien oder Papier
- kein Problem mit bewegten Messobjekten
- Möglichkeit der Messung auch bei hohen Spannungen, elektromagnetischen Feldern oder aggressiven Materialien

## Nachteile der berührungslosen Temperaturmessung
- Der Emissionsgrad muss für Material, Wellenlänge und Temperatur bekannt sein. Ein Quotientenpyrometer (s. o.) kann hier Abhilfe schaffen, wenn das Verhältnis der Emissionsgrade der beiden Mess-Wellenlängen sich während des beobachtbaren thermischen Prozesses nicht ändert.
- Insbesondere bei Metallen erschweren starke Emissionsgrad-Variationen eine präzise Messung (z. B. Kupfer: 0,012 (poliert, 327 °C), 0,78 (stark oxidiert, 25 °C), 0,91 (stark oxidiert, 527 °C)).
- Besonders in der Nähe des Messbereichsanfangs können Reflexionen von thermischen Strahlungsquellen oder Licht aus der Umgebung das Messergebnis beeinflussen. Abhilfe: Wahl eines Geräts mit einer höheren Mess-Wellenlänge.